# اچ‌ام‌اس تمز (۱۸۸۵)
اچ‌ام‌اس تمز (۱۸۸۵) (به انگلیسی: HMS Thames (1885)) یک کشتی بود که طول آن ۳۱۵ فوت (۹۶ متر) بود. این کشتی در سال ۱۸۸۵ ساخته شد.